# 阿伯特紀念鐘樓

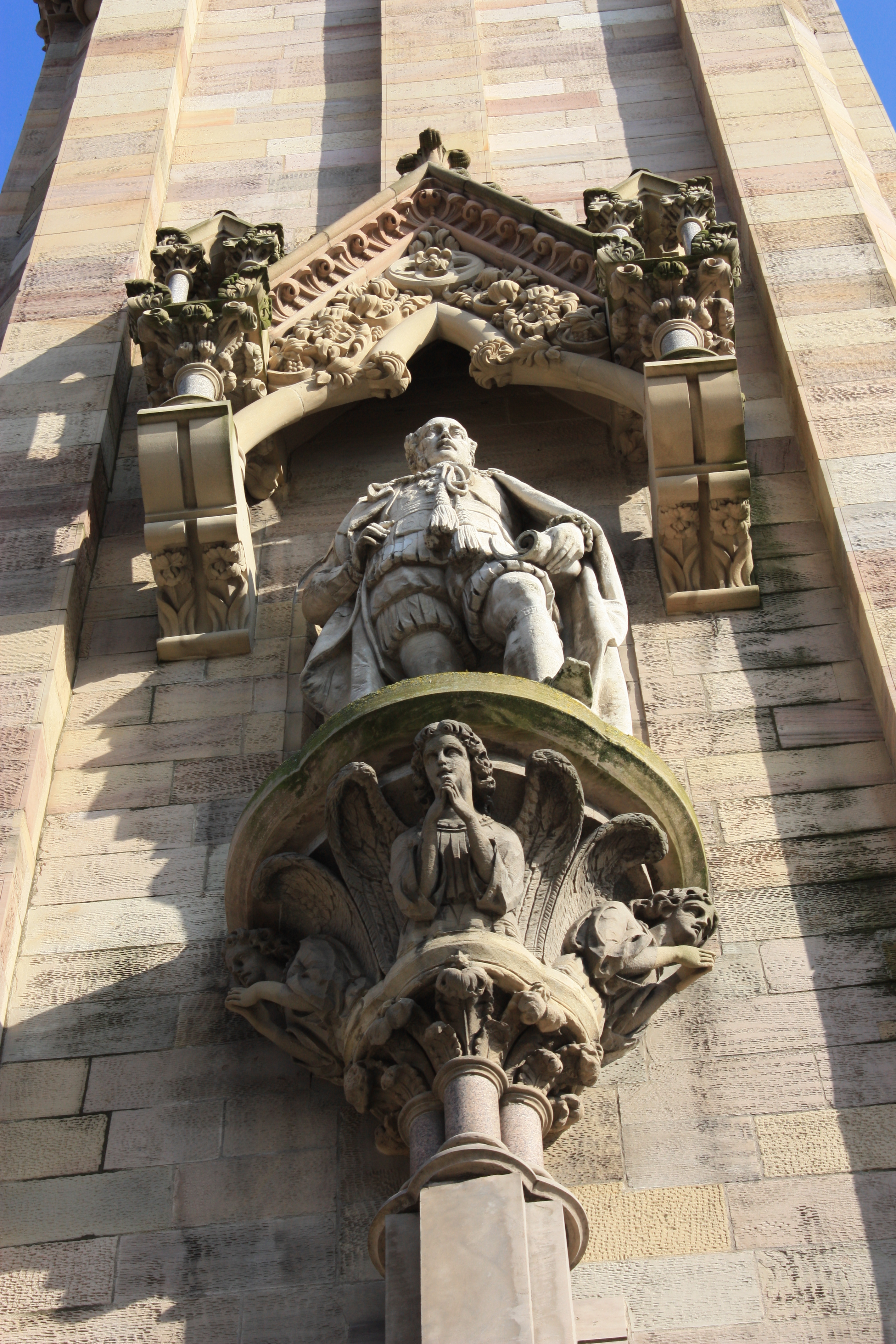

阿伯特紀念鐘樓（英文：Albert Memorial Clock）是位於英国北愛爾蘭貝爾法斯特女王廣場的一座鐘樓，竣工於1869年，是貝爾法斯特最著名的地標之一。

## 历史
1865年为纪念维多利亚女王的丈夫、已故的阿尔伯特亲王，贝尔法斯特当局举办了纪念碑设计竞赛。设计阿尔斯特剧院的建筑师W·J·巴尔（W. J. Barre）赢得了该比赛。实际上，另一家建筑师行兰宁林（Lanyon, Lynn, and Lanyon）已经秘密签下合约，虽然该行只获得了第二名。公众在得知此事后反应强烈，故巴尔最终获奖。钟塔的建造耗资2500英镑（折合今日约20000英镑），资金全数由公募筹得。
钟塔的建造工程从1865年开始，历时4年，由菲兹派翠兄弟建筑公司（Fitzpatrick Brothers）负责。塔高113英尺（约34.5公尺），具有法国哥特式和意大利哥特式的混合风格。塔基设有飞扶壁，上面雕刻着狮子纹章。塔的西面墙体上立有S·F·林恩（SF Lynn）雕刻的阿尔伯特亲王全身像。亲王身着带有嘉德勋章的长袍。塔顶的大钟重达两吨，由贝尔法斯特高街的弗朗西斯·摩尔（Francis Moore）钟表行制作。
因为整座建筑造在法赛河（River Farset）沿岸的回填区的木质地基上，地基下沉导致塔尖偏离垂直线4英尺远。1924年，为了修正偏差，塔上的一些装饰物连同亲王雕像上的石质冠盖被移除。贝尔法斯特的码头临近钟塔，故塔下曾时常有妓女招徕海员，治安一度不佳。然而，近年来随着附近的女王广场和海关大楼的改造工程，该处已经成为了绿树成荫、装饰着喷泉和雕塑的的优美公共空间。
1992年1月6日，临时共和军在附近的高街引爆了一颗炸弹，钟塔因此受损。
2002年，为了阻止钟塔继续倾斜同时修复已有的损伤，政府发起了一项耗资数百万英镑的修复项目。项目中，钟塔的地基得到了强化，磨损的雕塑被替换，整座塔也被彻底清洁。